# Gourdan-Polignan
Gourdan-Polignan este o comună în departamentul Haute-Garonne din sudul Franței. În 2009 avea o populație de 1.386 de locuitori.

## Evoluția populației
| An        | 1975  | 1982  | 1990  | 1999  | 2006  | 2009  |
| --------- | ----- | ----- | ----- | ----- | ----- | ----- |
| Populație | 1.656 | 1.394 | 1.221 | 1.194 | 1.331 | 1.386 |